# 厦坪镇
厦坪镇，是中华人民共和国江西省吉安市井冈山市下辖的一个行政建制镇。

## 行政区划
厦坪镇下辖以下地区：
厦坪镇社区、厦坪村、口前山村、沉塘村、复兴村和菖蒲村。
2020年，将厦坪镇罗浮、石市口2个居委会和丰田村、田头村、文泉村、石门村4个村委会划归罗浮镇管辖。。

## 中国传统村落
2013年8月，昌蒲古村被评为第二批中国传统村落。